# Praeilliricum flóravidék
A Dél-Dunántúli flóravidék éghajlata és ennek megfelelően növényzete is duplán átmeneti jellegű: észak–déli irányban a Pannonicum flóratartománytól (annak Bakonyicum flóravidékétől) az Illiricum flóratartomány (a szlavóniai flóravidék) felé, keletről nyugatnak pedig a Pannonicum flóratartomány alföldi része (Eupannonicum flóravidék) és a tartomány többi részénél erőteljesebb alpi hatásokat mutató Praenoricum flóravidék között.

## Földrajzi helyzete
Többé-kevésbé azonos a földrajzi értelemben vett Dél-Dunántúllal: a Zalai-dombvidék keleti részétől a Somogyi-dombságon át a Tolnai-dombságig, tehát gyakorlatilag a Dunáig terjed. A Somogyi-dombság délnek, a Dráváig terjeszkedő nyúlványát, a Zákány-őrtilosi-dombságot a legtöbb kutató afféle szigetként az Illiricum flóratartomány szlavóniai flóravidéke részének tekinti.

## Éghajlata
Éghajlata erősen szubmediterrán jellegű, amit jól jelez a viszonylag enyhe tél és a kétcsúcsú csapadékmaximum.

## Flórajárásai
A flóravidéket négy flórajárásra tagoljuk:
1. Mecsek (és Villányi-hegység) (Sopianicum flórajárás);
2. Külső-Somogy (Kaposense flórajárás);
3. Belső-Somogy (Somogyicum flórajárás);
4. Zalai-dombvidék (Saladiense flórajárás).

## Növényzete
Amint ezt helyzete és éghajlata indokolja, növényzetében sok a nyugat-balkáni flóraelem, és ezek mellett megjelennek az atlanti flóraelemek is. Északra, illetve kelet felé a mediterrán, szubmediterrán és balkáni elemek csökkenésével nő a pannóniai, xeroterm elemek szerepe. A Mecsekben és a Villányi-hegységben kelet-balkáni hatások is érvényesülnek, olyannyira, hogy számos kutató szigetként a Velencei-hegységet is az Illiricum flóratartományhoz sorolja.
Tipikus illír lágyszárúak (szubmediterrán és balkáni elemek):
- szúrós csodabogyó (Ruscus aculeatus),
- lónyelvű csodabogyó (Ruscus hypoglossum),
- pirítógyökér (Tamus communis),
- kispárlófű (Aremonia agrimonioides)
- bánáti bazsarózsa (Paeonia officinalis),
- tarka lednek (Lathyrus venetus)
- zalai bükköny (Vicia oroboides)
- kisvirágú hunyor (Helleborus dumetorum),
- illatos hunyor (Helleborus odorus),
- olasz müge (Asperula taurina),
- majom kosbor (Orchis simia),
- díszes vesepáfrány (Polystichum setiferum),
- keleti zergevirág (Doronicum orientale),
- borostás sás (Carex strigosa) stb.

## Jellemző növénytársulásai és növényei
A flóravidék jellemző társulásai a kiterjedt cseres-tölgyesek mellett a kedvező éghajlati hatásoknak köszönhetően az illír gyertyános-tölgyesek és a szubmontán bükkösök (Aremonio-Fagion), a síkságokon pedig a liget- és láperdők. Az illír bükkösök és gyertyános-tölgyesek a flóravidék délnyugati részén a sík vidéken is nőnek. A szárazabb dombvidéken cseres-kocsánytalan tölgyeseket találunk elegyes ezüst hárssal. Külső-Somogy és Tolna löszdombjait egykor lösz- és karszttölgyesek borították. Belső-Somogy völgyeiben gyakoriak az égerlápok.
Jellegzetes fás növényei:
- ezüst hárs (Tilia tomentosa),
- jerikói lonc (Lonicera caprifolium),
- szelídgesztenye (Castanea sativa).